# Microcaecilia iyob
Microcaecilia iyob é uma espécie de anfíbio da família Siphonopidae. Endêmica da Guiana, onde pode ser encontrada apenas nas margens do rio Oko.